# Pennsylvania zászlaja
Az amerikai sas az Unióhoz való hűség jele. A hajó az eke és a három gabonakéve Philadelphia, Chester és Sussex megyék címereiről származnak (Sussex ma Delaware államhoz tartozik).